# 瑟兰库尔 (默尔特-摩泽尔省)
瑟兰库尔（法語：Selaincourt，法語發音：[səlɛ̃kuʁ]）是法国默尔特-摩泽尔省的一个市镇，位于该省南部，属于图勒区。

## 地理
瑟兰库尔（48°30'0"N, 5°58'2"E）面积10.86 平方千米，位于法国大東部大區默尔特-摩泽尔省，该省份为法国东北部内陆省份，是洛林的一部分，北邻比利时、卢森堡，北起顺时针与摩泽尔省、下莱茵省、孚日省和默兹省接壤。
与瑟兰库尔接壤的市镇（或旧市镇、城区）包括：科隆贝莱贝勒、克雷佩、多尔库尔、法维耶尔、戈维莱、索尔克塞罗特、欧特勒维尔、阿尔蒙维尔。

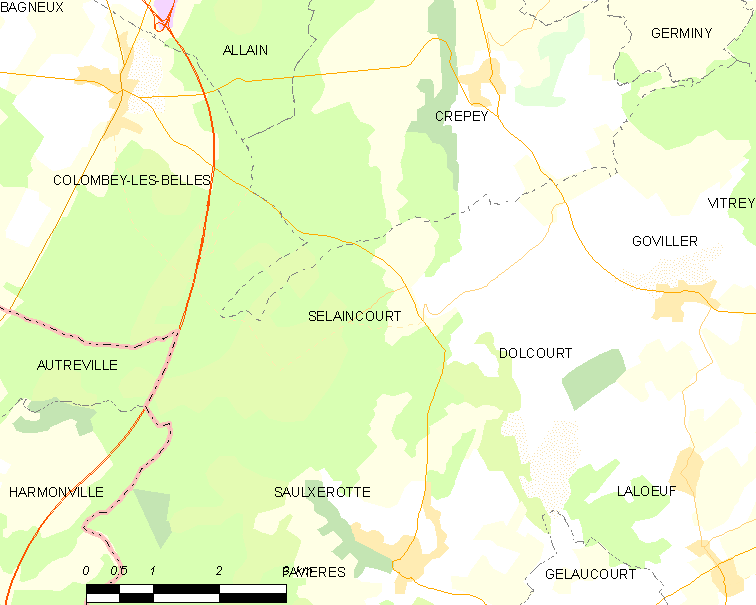
的OSM定位图

瑟兰库尔的时区为UTC+01:00、UTC+02:00（夏令时）。

## 行政
瑟兰库尔的邮政编码为54170，INSEE市镇编码为54500。

## 政治
瑟兰库尔所属的省级选区为梅讷欧桑图瓦县。

## 人口

1962-2008年间人口变化图示

瑟兰库尔于2022年1月1日时的人口数量为187人。